# Major
Major (Мэйджор) — российский многопрофильный холдинг, в основном предоставляющий услуги, связанные с покупкой, обслуживанием и использованием автомобилей и транспорта. Главное и старейшее подразделение холдинга —  Major Auto: крупнейший, наряду с «Рольфом», автодилер России. Холдинг Major включает в себя 13 подразделений. Направления бизнеса: продажа и обслуживание новых автомобилей, автомобилей с пробегом, мотоциклов, квадроциклов, грузовой и другой техники; выкуп автомобилей с пробегом; прокат автомобилей; услуги лизинга автотранспорта; банковские услуги; производство органических сельскохозяйственных продуктов; медицинские услуги; транспортно-экспедиционные услуги; услуги таможенного оформления; услуги складской логистики и ответственного хранения; курьерские и почтовые услуги. Владельцами холдинга Major являются Павел Абросимов, Александр Никитин и Михаил Бахтиаров.

## История
Компания Major создана в 1998 году и сначала занималась продажей автомобилей только марок Chrysler и Jeep. Компанию создали бывшие менеджеры дилера Musa Motors, основными владельцами считаются Павел Абросимов и Александр Никитин. В августе 2008 года Major приобрёл «Автоторгбанк», принадлежащий этим же персонам. Меньшей долей холдинга владеют Михаил Бахтиаров и Алексей Пономарев.
По состоянию на 2022 год в состав холдинга Major входят 13 подразделений:
- Major Auto
- Major Expert
- Major Moto
- Major Truck Center
- Major Leasing
- Автоторгбанк
- Major Rent-a-Car
- Major Ассистанс
- Major Clinic
- Major Cargo Service
- Мajor Тerminal
- Major Express
- Ферма M2

### Major Auto
Major Auto является официальным дилером 44 марок, что делает компанию самой представительной в России по количеству реализуемых автомобильных марок. Компания владеет 68 автосалонами и 10 мотосалонами в Москве, а также 7 автосалонами в Санкт-Петербурге. В 8 км от МКАД на Новорижском шоссе на площади 21,5 га расположен Major City, где продаются почти все реализуемые холдингом марки автомобилей и мотоциклов. Согласно независимой оценке, в 2009 году Major вышел на первое место в России по выручке от продажи автомобилей, обойдя «Рольф». Вторичным рынком автомобилей занимается подразделение Major Expert. Существует также подразделение Major Moto, которое занимается реализацией мототехники.
Реализуемые марки
| - Audi - BMW (также мотоциклы) - BRP (мотоциклы) - Cadillac - Chery - Chevrolet - Chrysler - Citroen - Dodge - Fiat | - Ford - Haval - Honda (также мотоциклы) - Hummer - Jaguar - Jeep - Kawasaki (мотоциклы) - Kia - Land Rover - Lexus | - Mazda - Mercedes-Benz - MINI - Mitsubishi - Nissan - Opel - Peugeot - Renault - УАЗ | - Saab - Škoda - SsangYong - Subaru - Suzuki (также мотоциклы) - Toyota - Volkswagen - Volvo - Datsun |

### Major Cargo Service
В 2001 году холдинг создал транспортное подразделение «Major Cargo Service». Через 2 года была выделена компания по экспресс-доставке корреспонденции и малогабаритных грузов «Major Express». Тогда же было сформировано подразделение «Major Auto Trans», занимающееся перевозкой автомобилей.

### Major Express
Компания Major Express была создана в 2003 году для оказания курьерских и почтовых услуг на территории России. На протяжении многих лет входит в число крупнейших компаний, оказывающих услуги экспресс-доставки в России, имея долю рынка около 10 %.

### Major Moto
Холдинг Major также имеет подразделение Major Moto, которое занимается продажей мототехники: мотоциклов, квадроциклов, трициклов, гидроциклов и снегоходов. Major Moto является официальным дилером 11 марок мототехники: Aprilia, BMW, BRP, CFMOTO, Honda, Kawasaki, KTM, Moto Guzzi, Piaggio, Suzuki и Vespa.
По состоянию на 2022 год в Москве есть два мотосалона Major: на Новорижском шоссе и на Капотне.

### Страховая компания "Инсайт"
СК "Инсайт" специализируется на предоставлении страховых услуг (за исключением ОСАГО) владельцам транспортных средств. По итогам 2021 года, "Инсайт" находится на 56 месте среди крупнейших российских страховщиков. Сборы страховщика составили 1,8 млрд рублей, выплаты - 179 млн рублей.  С 2017 года является членом Всероссийского Союза Страховщиков. В июле 2022 года компания получила статус члена-наблюдателя Российского союза автостраховщиков (РСА), который позволяет компании в течение года, получив лицензию на ОСАГО, стать действительным членом РСА и начать продавать ОСАГО (продавать ОСАГО могут только члены РСА). 60% в уставном капитале СК «Инсайт» принадлежит ООО «Мэйджор автосервис» (бенефициаром которого является соучредитель холдинга Major Павел Абросимов).

### Автоторгбанк
Автоторгбанк (ООО «АТБ Банк») — относительно небольшой по размеру активов московский банк, ориентированный в первую очередь на кредитование и обслуживание корпоративных клиентов, в частности компании группы Major Auto. Уставный капитал: 1 млрд. рублей. Отделения в Москве, Санкт-Петербурге, Московской области. Головной офис: г. Москва, 1-я Магистральная улица, дом 13, строение 2. Основной собственник — дочерняя компания Major ООО «Мэйджор автосервис» (доля владения — 80 % уставного капитала, единственный участник Павел Абросимов). Банк — участник системы обязательного страхования вкладов. Официальный дилер Банка России на рынке государственных ценных бумаг. Банк зарегистрирован в 1994 году в Москве как «Сламэк-Банк» (полное наименование – ООО «Коммерческий банк «Славянский межотраслевой экспресс-банк»). В феврале 2005 года банк стал участником системы страхования вкладов. В 2008 году был переименован в Автоторгбанк и выкуплен структурами Major. На 1 сентября 2021 года объем нетто-активов банка составил 11,48 млрд рублей, объем собственных средств – 3,94 млрд рублей.

### Major Clinic
В состав холдинга также входят 3 медицинских центра Major Clinic, а также клиника эстетической медицины Major Beauty, расположенные в Москве.

### Ферма M2
В 2016 году, по инициативе Павла Абросимова и Михаила Бахтиарова, холдинг начал развитие нового направления деятельности — агробизнеса. В 2017 году стало известно, что компания учредителей Major Павла Абросимова и Дмитрия Канарейкина "Шульгино" приобрела молочную ферму на 1 700 голов в Подмосковье и подписала соглашение об инвестировании 1,5 млрд рублей в строительство животноводческого комплекса в Московской области. На тот момент Павел Абросимов владел 85% компании "Шульгино", 15% было у Дмитрия Канарейкина. В августе 2017 года «Шульгино» приобрело 100% ООО «Агроферма “Авангард”», которая управляла фермой в Волоколамском районе Подмосковья на 1,7 тыс. голов дойного стада мощностью 14,8 тыс. тонн молока в год. По оценкам экспертов, мощности фермы хватает для выпуска примерно 2 тыс. тонн сыров массового сегмента. В 2018 году «Шульгино» увеличило земельный банк с 1,5 тыс. до примерно 3,5 тыс. га для расширения кормовой базы мясомолочного производства. В Волоколамском районе Московской области был построен животноводческий комплекс. К концу 2018 года хозяйство обрабатывало 4,5 тысячи гектаров земель; имело поголовье, насчитывающее 1,5 тысячи голов крупного рогатого скота мясной и молочной породы; мощность молочного завода составляла 3,6 тысяч тонн сырья в год, предприятия по мясопереработке — до 1,1 тысяч тонн готовой продукции в год. В 2018 году все земли компании были сертифицированы немецкой аккредитованной организацией KIWA.В 2019 году была открыта сеть магазинов «М2 Органик Клуб», включающая в себя 10 магазинов. Работают магазины в Москве на Даниловском рынке, в гастромаркете «Депо», а также в Подмосковье. В них продается более 400 органических товаров — от мяса до овощей и морсов — с собственной фермы и товары партнеров. Инвестиции в проект — около 745 млн руб.  В 2020 году в Ефремовском районе Тульской области был создан второй агрокомплекс.

### Major Brewery
В ноябре 2022 года Павел Абросимов учредил в Волоколамском районе Московской области в рамках «Фермы М2» компанию «Мэйджор бревери». Винодельня производит широкую линейку обычного и эко-пива, виноградные эли (сок винограда отжимается на пивоварне), квас, сидр и медовуху, а также лимонады и экологически чистую воду.

## Руководство и собственники
- Бахтиаров Михаил Александрович — президент и совладелец холдинга Major[28]
- Абросимов Павел Александрович — совладелец холдинга Major. Павел Абросимов считается одним из основных владельцев автомобильного холдинга Major. Ему принадлежат 100% ООО «Мейджор автосервис», 100% ООО «Мейджор сервис Балтия», 54% ООО «Мейджор холдинг» и доли еще в нескольких связанных с холдингом структур[20].
- Никитин Александр Михайлович — совладелец Major Auto и председатель совета директоров Автоторгбанк[29]
- Пономарев Алексей Львович — совладелец Major Cargo Service, Major Leasing и Мajor Тerminal
- Канарейкин Дмитрий Петрович — совладелец Major Cargo Service[30]